# تشدیدگر
رزوناتور یا همان تشدیدگر دستگاه یا سیستمی است که رفتار یا خاصیت تشدید دارد. این بدان معناست که به صورت طبیعی در بعضی از فرکانس ها با دامنه ی بیشتری نوسان می کند که به آن فرکانس تشدید یا رزونانس می گویند. نوسان های یک رزوناتور یا تشدیدگر میتواند الکترومغناطیسی یا مکانیکی باشد (مانند صوتی). رزوناتور (تشدیدگر) برای ایجاد موج هایی با فرکانس های خاص یا انتخاب موج های خاصی از یک سیگنال استفاده میشود. ابزار آلات موسیقی از رزوناتور صوتی که موج های صوتی با تن های مشخص تولید میکنند، استفاده میکنند. برای مثال  بیشتر، بلور های کوارتز در دستگاه های الکترونیکی از قبیل فرستنده های رادیویی و ساعت های کوارتزی برای ایجاد نوسان هایی با فرکانس های خیلی دقیق استفاده میشوند.
رزوناتور (تشدیدگر) حفره ای نوعی تشدیدگر است که موج ها در فضای توخالی درون دستگاه وجود دارند. در الکترونیک و رادیو، حفره های ماکروویو که از جعبه های فلزی توخالی تشکیل شده اند، در فرستنده ها، گیرنده ها و تجهیزات ماکروویوی به کار میروند تا فرکانس را کنترل کنند. این حفره ها جایگزین مدار های تنظیم شده ای هستند که در فرکانس های پایین تر استفاده میشوند. رزوناتور صوتی حفره ای که در آن صدا با ارتعاش هوا در یک حفره ی دارای یک دهنه ایجاد میشوند، به نام تشدیدگر هلمهولتز شناخته می شوند.

## توضیحات
یک سیستم فیزیکی می تواند تا جایی که درجه آزادی اش داشته باشد، فرکانس رزونانس داشته باشد؛ هر درجه آزادی میتواند به عنوان یک نوسانگر هارمونیک ارتعاش کند. سیستم هایی با یک درجه ی آزادی مانند جرم و فنر، آونگ ها، چرخ های تعادل و مدار های LC تنظیم شده، یک فرکانس رزونانس دارند. سیستم هایی با دو درجه ی آزادی مانند آونگ های متصل شده به هم و ترانسفورماتور رزونانس، می توانند دو فرکانس رزونانس داشته باشند. یک شبکه ی کریستالی که تشکیل شده از N تا اتم متصل شده به هم است میتواند N تا فرکانس رزونانس داشته باشد. با افزایش تعداد نوسانگر های متصل به هم افزایش می یابد، زمان انتقال انرژی از یکی به دیگری مهم میشود. ارتعاشات درون آن ها شروع به حرکت درون نوسانگر های هارمونیک متصل شده به هم، به شکل موج میکنند، از یک نوسانگر به یکی دیگر.
اصطلاح رزوناتور(تشدیدگر) معمولا برای یک جسم همگن که امواج به شکل موج با سرعت تقریبا ثابت، بین دیواره های رزوناتور محدود شده است انتقال می یابد، استفاده میشود. ماده ی سازنده ی رزوناتور(تشدیدگر) با توجه به امواجی که در آن جریان دارند، میتواند به صورت میلیون ها قطعه ی متصل شده ی متحرک در نظر گرفته شود( از جمله اتم ها). بنابراین آن ها می توانند میلیون ها فرکانس رزونانس داشته باشند هرچند تنها شاید مقدار کمی از آن ها در رزوناتور (تشدیدگر) کاربردی استفاده شوند. امواجی که مخالف هم حرکت می کنند با یکدیگر تداخل دارند و فرکانس های رزونانس آنها یکدیگر را تقویت میکنند تا یک الگوی موج های ایستا در رزوناتور ایجاد کنند. اگر فاصله ی بین دیواره ها را d باشد، طول یک دور رفت و برگشت 2d است. برای ایجاد رزونانس، فاز یک موج سینوسی بعد از یک دور رفت و برگشت باید برابر با فاز اولیه باشد تا امواج خود را تقویت کنند. شرط رزونانس (تشدید) در یک رزوناتور این است که فاصله ی یک دور نوسان، 2d با مقدار صحیحی از طول موج های لاندا باشد.
{\displaystyle \mathrm {N} \in \ \{1,2,3,...\}}                                                 .{\displaystyle 2d=\lambda \mathrm {N} }
اگر سرعت یک موج c باشد، بسامد برابر با سرعت تقسیم بر لاندا، پس تشدید برابر با: 
{\displaystyle \mathrm {N} \in \{1,2,3,...\}}                                          . {\displaystyle f={\frac {\mathrm {N} c}{2d}}}
پس فرکانس های تشدید در رزوناتور که مد های نرمال نامیده میشوند، مضرب های مساوی از یک فرکانس پایین تر به نام فرکانس های پایه هستند. بررسی بالا فرض میکند که داخل رزوناتور همگن است، در نتیجه موج ها با سرعت ثابتی حرکت می کنند و شکل رزوناتور راست خطی است. اگر رزوناتور غیر همگن یا غیر راست خطی مثل پوست دایروی طبل یا حفره ی مایکروویو استوانه ای باشد، فرکانس تشدید ممکن است به صورت مضرب های مساوی از فرکانس پایه وجود نداشته باشند. در این صورت به آنها به جای هارمونیک، صدا های فرعی میگویند. ممکن است به صورت چندین فرکانس تشدید در یک رزوناتور وجود داشته باشند که هر کدام مربوط به مدل های مختلف ارتعاش هستند.